# COVIran Barekat
COVIran Barekat là vắc xin COVID-19 được Tập đoàn công nghiệp Shifa Pharmed, một công ty con của Tập đoàn dược phẩm Barkat trực thuộc nhà nước Iran phát triển tại Iran.
Vắc xin này đã được chính quyền Iran cho phép sử dụng trong trường hợp khẩn cấp. Điều này làm cho nó trở thành vắc xin COVID-19 do công ty địa phương phát triển đầu tiên được chấp thuận sử dụng khẩn cấp ở Trung Đông.

## Dược học
COVIran Barekat là một loại vắc-xin dựa trên vi-rút bất hoạt. Nói cách khác, "nó được tạo ra từ một loại coronavirus đã bị làm suy yếu hoặc bị giết bởi các chất hóa học, tương tự như cách thực hiện chủng ngừa bệnh bại liệt". Nó được đưa vào cơ thể bằng cách tiêm bắp và cần tiêm hai liều cách nhau 28 ngày.